# Go-Murakami
Cesarz Go-Murakami (jap. 後村上天皇 Go-Murakami tennō; 1328 - 29 marca 1368) – 97. cesarz Japonii, według tradycyjnego porządku dziedziczenia.

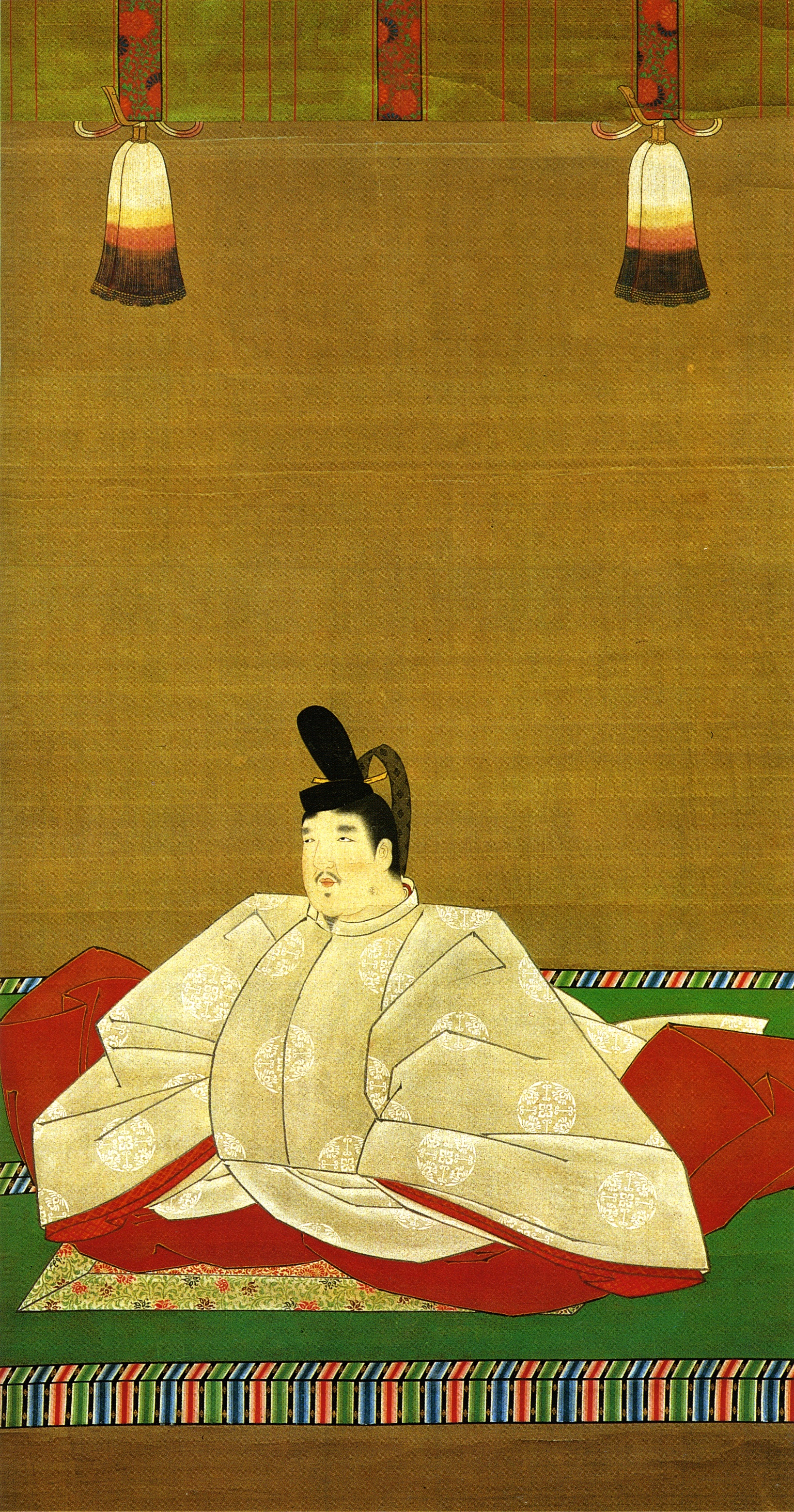

Cesarz Go-Murakami urodził się w 1328 r. jako siódmy syn cesarza Go-Daigo. Matka pochodziła z rodu Fujiwara. Tron objął w dniu 18 września 1339 – cesarz Go-Daigo przekazał mu władzę dzień przed swoją śmiercią.
Panował do 29 marca 1368 roku. Doczekał się wielu potomków, w tym dwóch późniejszych cesarzy: Chōkei i Go-Kameyama
Mauzoleum Go-Murakami znajduje się na terenie świątyni Kanshin w Kawachinagano w prefekturze Osaka. Nosi ono nazwę Hinoo no misasagi.